# Muscle dentelé antérieur
Le muscle dentelé antérieur (ou muscle grand dentelé en ancienne nomenclature) est un muscle pair de la paroi latérale du thorax. 
C'est le seul muscle interne de l'épaule. 

## Description
Le muscle dentelé antérieur est un muscle plat quadrilatère large et mince qui s'applique sur la paroi latérale du thorax, tendu des neuf premières côtes à la scapula. Il se compose de trois faisceaux.

## Origine

### Faisceau supérieur
Le faisceau supérieur du muscle grand dentelé antérieur se fixe sur le bord externe de la première côte et sur la face externe de la deuxième côte.

### Faisceau moyen
Le faisceau moyen du muscle grand dentelé antérieur se fixe par des digitations sur les faces latérales des deuxième, troisième et quatrième côtes.

### Faisceau inférieur
Le faisceau inférieur du muscle grand dentelé antérieur se fixe par six digitations épaisses sur les faces latérales des cinquième, sixième, septième, huitième, neuvième et parfois dixième côtes. Les digitations sont engrenées avec celle du muscle oblique externe de l'abdomen.

## Trajet

### Faisceau supérieur
Le corps musculaire du faisceau supérieur est une lame épaisse qui se porte en arrière et un peu en haut.

### Faisceaux moyen et inférieur
Le corps musculaire des faisceaux moyen et inférieur suivent un trajet orienté du dedans vers le dehors, du haut vers le bas et de l'arrière vers l'avant, contournant, d'arrière en avant, la face latérale de la paroi de la cage thoracique, séparées de celle-ci par un espace de glissement constituant l'articulation scapulo-thoracique.

## Insertion

### Faisceau supérieur
Le faisceau supérieur se termine par de courtes fibres tendineuses sur une petite surface triangulaire, située à l'angle supéro-médial de la face antérieure de la scapula.

### Faisceau moyen
Le faisceau moyen se termine sur la lèvre antérieure du bord médial de la scapula.

### Faisceau inférieur
Le faisceau inférieur se termine à l'angle inférieur de la scapula.

## Innervation
Le muscle dentelé antérieur est innervé par le nerf thoracique long né des racines cervicales C5, C6 et parfois C7. Il descend appliqué à la face superficielle du muscle et donne un rameau à chaque digitation.

## Vascularisation
Le muscle dentelé antérieur est vascularisé par l'artère thoracique latérale pour sa partie haute, et par l'artère thoraco-dorsale pour sa partie basse.

## Action
Le muscle dentelé antérieur participe à l'articulation scapulo-thoracique par deux espaces de glissement, l'espace scapulo-serratique à sa face postérieure, et l'espace inter serrato-thoracique à sa face antérieure. Ce type d'articulation particulière (ne mettant pas en jeu de capsule articulaire) est appelé syssarcose, :
- il maintient la scapula appliquée sur le thorax.
- En prenant appui sur la scapula, il élève les côtes et devient inspirateur accessoire.
- En prenant appui sur le thorax, il attire la scapula en avant et en dehors et lui imprime un mouvement de rotation qui porte en haut le moignon de l'épaule.

Il permet ainsi la translation externe, l'élévation et l'antépulsion du moignon de l'épaule, créant ainsi les conditions nécessaires à l'abduction du bras.
Il est également inspirateur accessoire.
Ce muscle se développe particulièrement lors des exercices de pompes.

### Muscles agissant en synergie
Les muscles grand et petit rhomboïde et le muscle trapèze travaillent en synergie avec le muscle dentelé antérieur.

## Aspect clinique
Une fracture de la pointe de la scapula liée à l'action respiratoire du muscle dentelé antérieur lors de la toux a été décrite en 2003.
Une paralysie du muscle dentelé antérieur par atteinte du nerf thoracique long entraîne un décollement de l'omoplate, dénommé « scapula ailée » ou « scapula alata » (winged scapula en anglais). Cette paralysie survient après une compression (par un hématome par exemple) ou d'un étirement du nerf. Les mouvements répétés de l’épaule comme certaines activités sportives ou le port de charges lourdes, peuvent entraîner une lésion de ce nerf et donc une pathologie du muscle dentelé antérieur.

### Utilisation chirurgicale
Des lambeaux musculo-cutanés de dentelé antérieur peuvent être utilisés en chirurgie plastique.

## Galerie

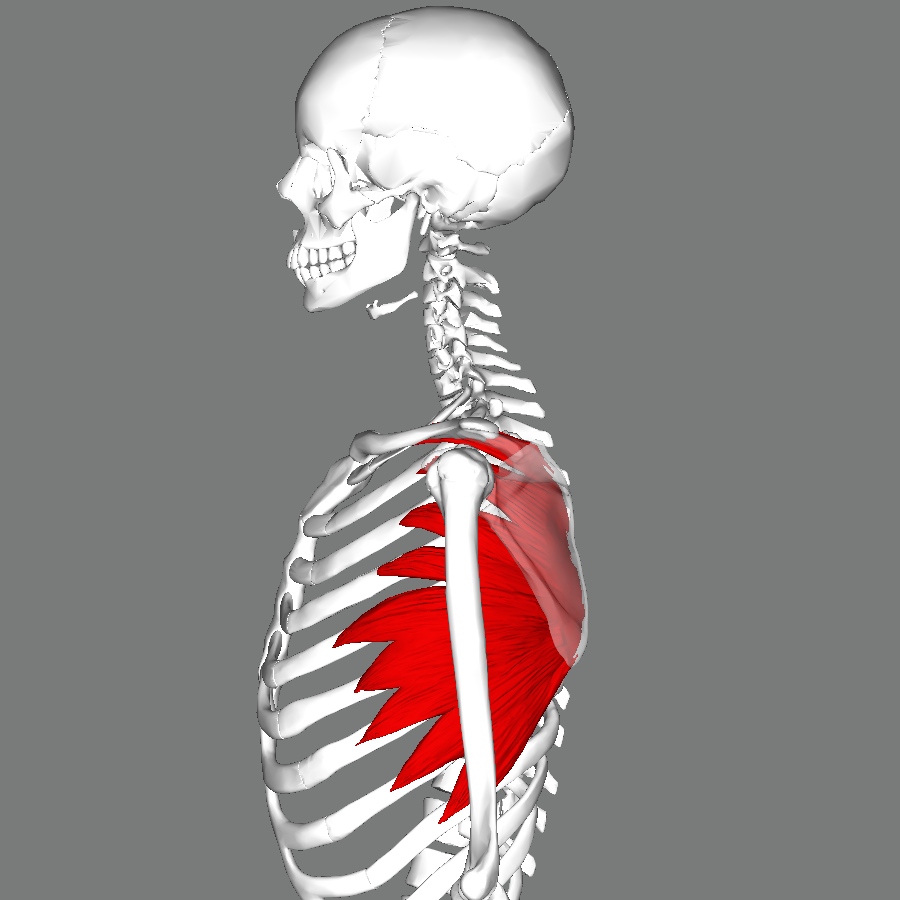
Vue latérale
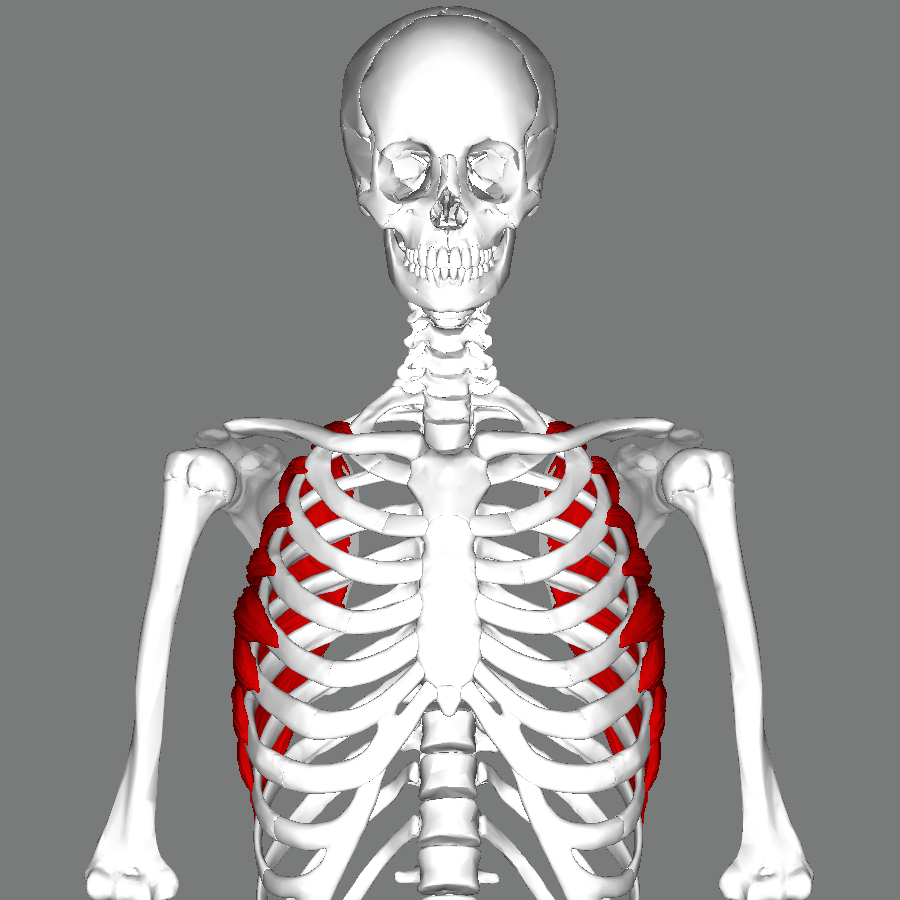
Vue antérieure
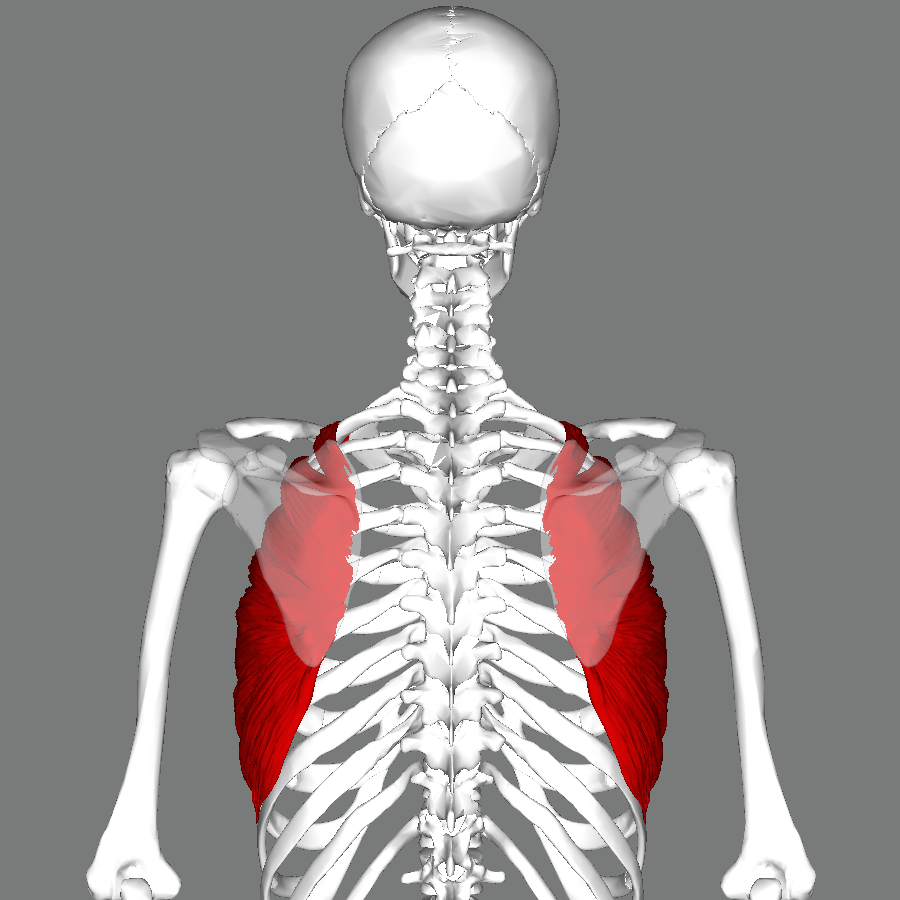
Vue postérieure
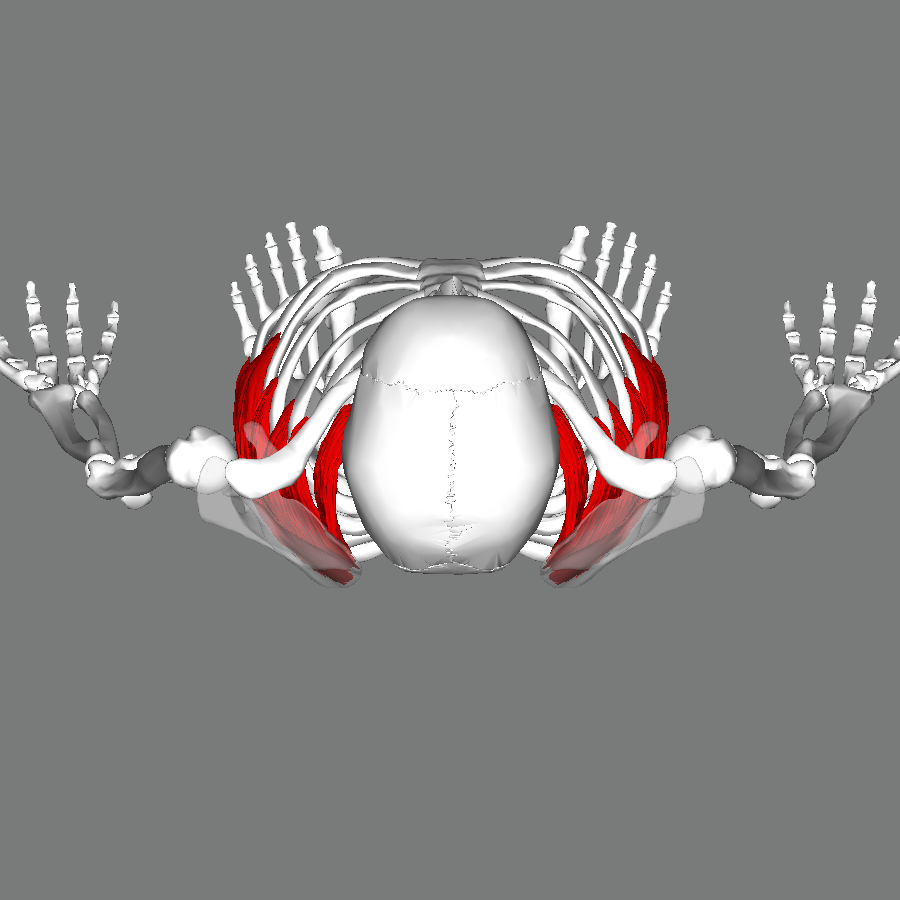
Vue de dessus
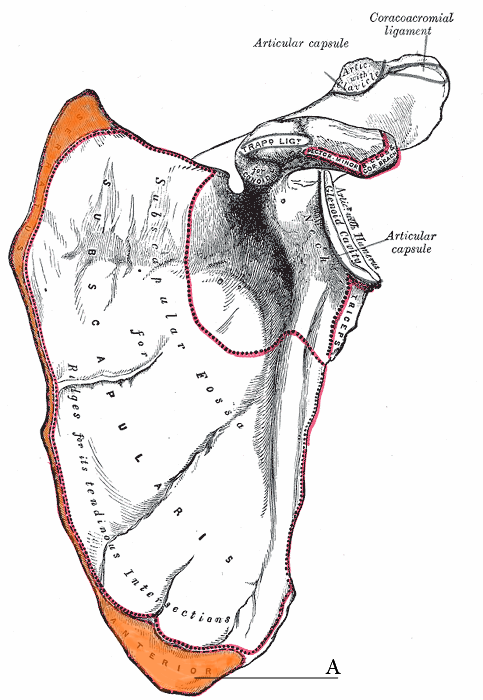
Surface d'insertion (orange notée A) du muscle sur la face costale de la scapula gauche.
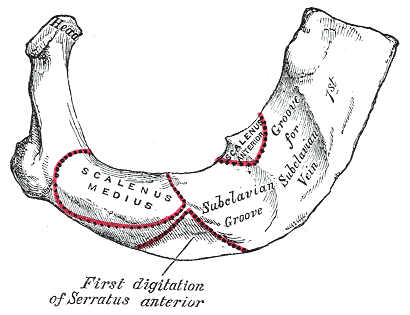
Insertion du dentelé sur la première côte.
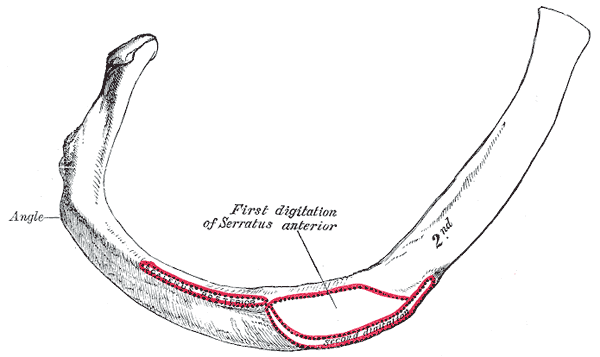
Insertion costale.